# 달링 (2017년 영화)
《달링》(영어: Breathe)은 2017년 개봉한 영국의 전기, 드라마 영화이다. 로빈 캐번디시라는 실존 인물의 삶을 바탕으로 한다. 배우 앤디 서키스가 감독을, 윌리엄 니컬슨이 각본을 맡았다. 앤디 서커스의 감독 데뷔작이다. 사실 영화 《정글북》이 먼저 촬영되었으나 시각효과 작업으로 인해 《달링》가 앞서 개봉되었다. 2017 토론토 국제 영화제에서 전세계 최초 상영되었다.

## 출연
- 앤드류 가필드 : 로빈 역
- 클레어 포이 : 다이애나 역
- 휴 보너빌 : 테디 홀 역
- 딘찰스 채프먼 : 22살 조나단 역
- 톰 홀랜더 : 블록스 / 데이빗 역
- 스테판 망간 : 클레멘트 에잇킨 역
- 에드워드 스펠리어스 : 콜린 캠벨 역
- 다이아나 리그 : 레이디 네빌 역
- 카밀라 루더포드 : 캐서린 로버트슨 역
- 페니 도니 : 티드 역
- 미란다 레이슨 : 메리 도니 역
- 벤 로이드 휴즈 : 돈 맥퀸 박사 역
- 조나단 하이드 : 엔트위슬 박사 역
- 아밋 샤 : 칸 박사 역
- 데이빗 윌못 : 패디 역
- 로저 애쉬톤 그리피스
- 에밀리 베번 : 마가렛 간호사 역